# Se Você Pensa
"Se Você Pensa" é uma canção de Roberto Carlos e Erasmo Carlos, de 1968.

## Canção
Composta em parceria com Erasmo Carlos, "Se Você Pensa" tornou-se um dos maiores clássicos do LP O Inimitável, de 1968. É uma das canções mais  gravadas da dupla Roberto e Erasmo Carlos. Assim como "Ciúme de Você", "Se Você Pensa" é nitidamente influenciada pelo gêneros soul e funk norte-americanos. Em 1993, a canção foi relançada no álbum Roberto Carlos.

## Outras versões
"Se Você Pensa" é uma canção da cantora Pitty lançada em 2011, sendo o segundo single de seu segundo álbum ao vivo, A Trupe Delirante no Circo Voador. O single é uma versão da original interpretada por Roberto Carlos lançada em 1968. Em 2017, a canção entrou para a trilha sonora da telenovela A Força do Querer, da TV Globo.
A canção já foi regravada duas vezes por Lulu Santos: a primeira foi em 1995, no seu aclamado álbum Eu e Memê, Memê e Eu. A segunda vez foi em 2013, em seu trabalho inteiramente dedicado a Roberto e Erasmo Carlos, intitulado Lulu Canta & Toca Roberto e Erasmo.
Uma versão ao vivo interpretada por Skank, Lenine e Anitta foi indicada ao Prêmio Multishow de Música Brasileira 2016 na categoria Música Boa ao Vivo.
A cantora Gal Costa gravou uma versão para o seu álbum Gal Costa de 1969.